# Willi Wild
Andreas Martin „Willi“ Wild (* 27. April 1966 in Fürth) ist ein deutscher Journalist und Autor. Er ist seit 1. Oktober 2015 Chefredakteur der evangelischen Wochenzeitung Glaube und Heimat.

## Leben
Der Pfarrerssohn begann während seiner kaufmännischen Ausbildung für die Fürther Nachrichten zu schreiben. Nach dem Wehrdienst absolvierte Wild ein Volontariat bei Radio Gong in Nürnberg und begann an der Freien Universität Berlin ein Studium der Kommunikationswissenschaften und Publizistik, das er abbrach. Nach einem Praktikum beim Bayerischen Rundfunk ging Wild mit Sendestart des Mitteldeutschen Rundfunks am 1. Januar 1992 nach Thüringen.
Im Jahr 2000 war er freier Mitarbeiter bei BILD Thüringen, im selben Jahr startete die TV-Talkshow „Hof mit Himmel“ auf NBC-Europe, deren Gastgeber Willi Wild in mehr als 350 Sendungen war. Vor seinem Wechsel zu Glaube und Heimat war Willi Wild für MDR Thüringen als „Der Redakteur“ tätig: Siebeneinhalb Jahre stellte er sich den Fragen der Hörer und versuchte, sie zu beantworten.
Wild absolvierte 2025 erfolgreich den Kirchlichen Fernunterricht (KFU) der Evangelischen Kirche in Mitteldeutschland „Theologie für das Ehrenamt“ in Neudietendorf mit dem Fernziel, ordinierter Prädikant (= ehrenamtliche Pfarrperson) zu werden. 
Wild lebt mit Frau und Tochter in Weimar.

## Funktion
Willi Wild ist seit September 2017 Geschäftsführer des Evangelischen Presseverbandes in Mitteldeutschland (EPVM).

## Verlag
2013 gründete Wild den Buch- und Musikverlag WILD media und veröffentlichte als Verleger Wenn Gedanken Flügel hätten – Lebenslieder (Buch und CD) von Matthias Gehler mit Vorwort von Angela Merkel.

## Ehrenamt und Musik
Willi Wild ist ehrenamtlich in der evangelischen Kirche aktiv. Seit 1976 spielt er in Posaunenchören, organisiert Kirchenkonzerte und leitete einen Kirchbauverein. 1999 gründete er in Weimar zusammen mit dem Journalisten Paul Andreas Freyer den „Johannes-Falk-Verein – Gesellschaft der Freunde in der Not“. Wild spielt nach eigenen Angaben Horn, Gitarre, Schlagzeug, Klavier, Trompete, Posaune, Blockflöte, Psalter sowie Harmonium.

## Mitgliedschaft
Seit 2017 ist Willi Wild Mitglied des Ritterlichen Ordens Sankt Johannis vom Spital zu Jerusalem (Provinzialsächsische Genossenschaft).

## Pseudonym
Laut Wilds Schilderung nannte ihn einst ein Kollege Willi Wild, den rasenden Reporter – in Anlehnung an Otto Waalkes’ Kunstfigur Harry Hirsch, den rasenden Reporter. Der Name blieb und steht seit einigen Jahren auch in seinem Personalausweis.

## Publikation
- Reinhard Mawick und Willi Wild (Hg.): Evangelische Publizistik – wohin? Geschichte, Beispiele und Zukunft  kirchlicher Medienarbeit. 224 Seiten, Wartburg Verlag, Weimar 2024 (Willi Wild als Beitrags-Autor), ISBN 978-3-86160-595-9